# Sidonie av Sachsen
Sidonie av Sachsen, född i Meissen, 8 mars 1518, död i klostret Weissenfels, 4 januari 1575, var en tysk furstedotter.
Hon var dotter till hertig Henrik IV av Sachsen och Katarina av Mecklenburg, gifte sig 17 maj 1545 med hertig Erik II av Braunschweig-Calenberg-Göttingen. Hon separerade från maken sedan han konverterat till katolicismen 1563 och hon vägrat följa honom, och stod 1572-1573 föremål för en häxprocess sedan hennes make anklagat henne för trolldom. Hon frikändes och lämnade därefter maken. 